# Mörtsjöbäcken

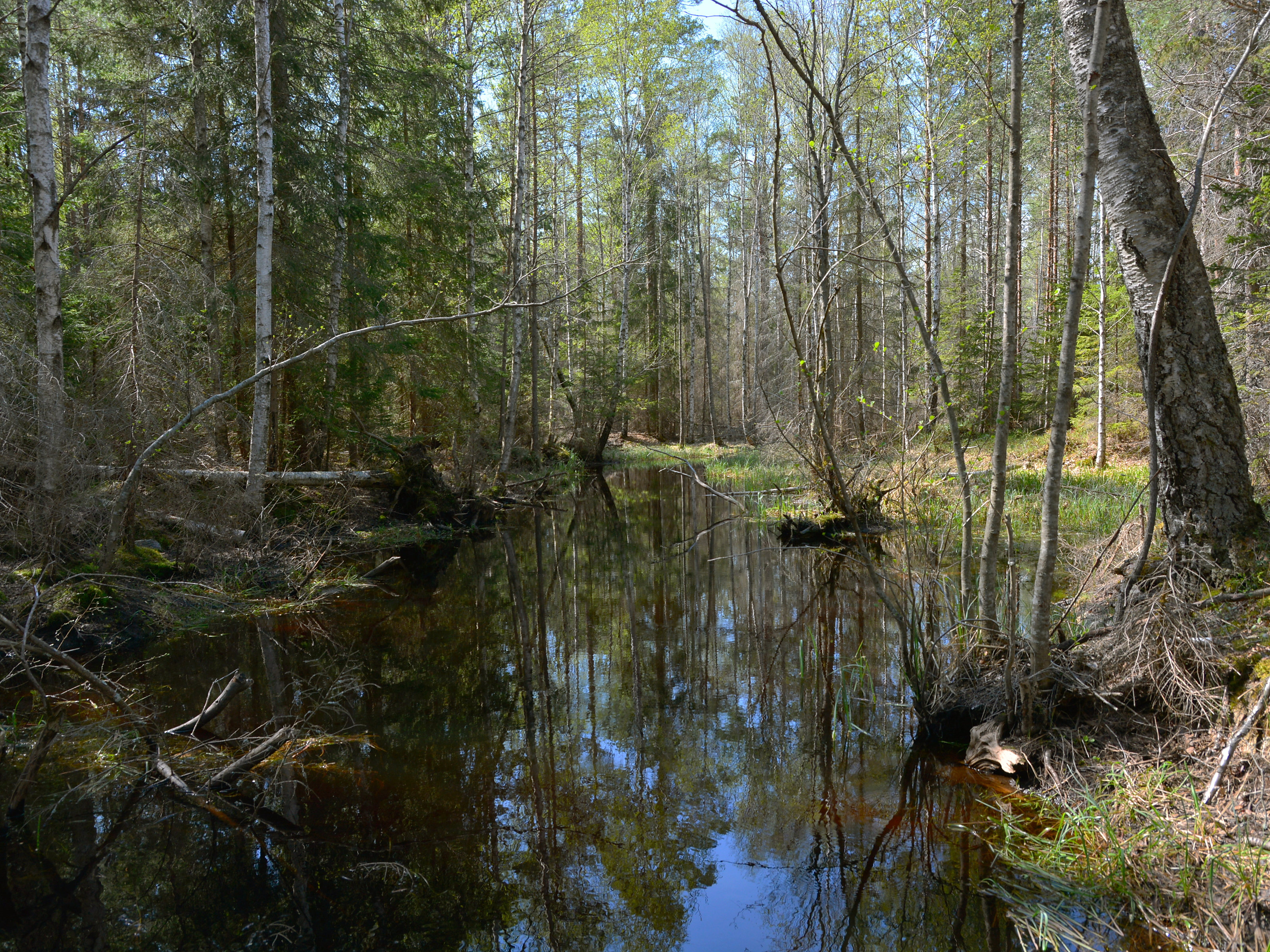
Mörtsjöbäcken strax innan utloppet i Stensjön.

Mörtsjöbäcken är ett vattendrag i Tyresta nationalpark i Haninge kommun som sammanbinder Mörtsjön och Långsjön med Stensjön och utgör därmed den översta länken av Åvaåns sjösystem. Bäcken är drygt 800 meter lång och har en fallhöjd på 6 meter. Den rinner huvudsakligen genom myrmarken Löpanträsk där den även löper samman med Årsjöbäcken från Årsjön.